# Castello ducale di Sant'Agata de' Goti
Il castello ducale di Sant'Agata de' Goti si trova a Sant'Agata de' Goti, comune italiano della Campania in provincia di Benevento e risale all'epoca alto-medievale.
Nel periodo del Regno ostrogoto, formatosi in Italia dopo la caduta dell'Impero romano d'Occidente, quando gli Ostrogoti avevano invaso la penisola italiana, venne costruita una prima fortificazione nei pressi di Saticula, antico centro sannitico. 
Verso la metà dell'VIII secolo, all'epoca del dominio longobardo, il castello venne scelto dal principi di Benevento come sede di una contea.
Dopo l'anno 1000, i normanni Drengot, divenuti beneficiari del feudo, trasformarono la città e la rudimentale torre longobarda in un fortellicium, ossia un vero e proprio castello in pietra di tufo vicino alla porta sud rafforzato mediante contrafforti e torri di avvistamento; Roberto Drengot, conte di Alife, Caiazzo, Airola e Sant'Agata de' Goti, stabilì nel castello la sua dimora di fronte alla cappella comitale, ai piedi della quale si vede ancora oggi la cava di fabbrica detta “la fossa”.
Pare che in epoca angioina vi fosse ospitata per qualche tempo Giovanna I, regina di Napoli e di Provenza, protettrice del feudatari Artus (Artois), di stirpe cadetta, provenienti da quella terra. Dopo il 1400, estinti gli Artus, il castello fu abitato alternativamente dai De la Rath, dai Cossa, e dagli Acquaviva. Nel Cinquecento, allo scopo di rafforzare la difesa verso est, fu realizzata una nuova torre circolare usata come prigione fino ai tempi moderni. La superficie su cui si estende il castello è pari a più di 3000 metri quadrati: a ridosso della porta sud (attuale piazza Tiziano Della Ratta) doveva essere lo spazio riservato all'addestramento equestre e alla preparazione dei soldati, poi trasformato in piazza del mercato, oggi utilizzato come parcheggio.
Nel 1696 la famiglia Carafa della Stadera di Maddaloni acquisì il castello, già molto rimaneggiato, come premio del re per la fedeltà e la lealtà dimostrata nel tempo: ai Carafa, famiglia napoletana nata nel Trecento, suddivisa in varie discendenze in base ad attività e fortune, era infatti assegnato da secoli il compito di proteggere e controllare i più importanti snodi viari dell'odierna Campania. Fu Domenico Marzio Carafa, duca di Maddaloni, ad acquisire il castello di Sant'Agata alla fine del Seicento; egli non ebbe molto tempo per abitarlo, poiché morì nel 1703. Il castello di Sant'Agata fu assegnato alla figlia di Domenico Marzio, la duchessa Caterina Carafa della Stadera di Maddaloni sposata con Domenico Carafa principe di Colubrano, poco più che ventenne: la coppia decise di abitare presso il feudo poiché alcune sale del castello riportano testimonianza di un rinnovamento che mai sarebbe avvenuto in una dimora non abitata. Fanno parte delle decorazioni gli affreschi a immagini cosiddette "grottesche" della sala al primo piano dove il pittore Tommaso Giaquinto realizzò agli inizi del Settecento una scena raffigurante Diana e Atteone.
Nell'Ottocento il castello fu ceduto di volta in volta a famiglie patrizie locali e al Comune, determinando una frammentazione delle proprietà e delle funzioni, messa in risalto dal restauro degli anni Ottanta.
Il castello conserva traccia delle origini normanne nelle torri quadrangolari, ancora oggi evidenti, e negli ambienti del piano terra, mentre all'esterno è evidente il corpo aggettante aggiunto nell'Ottocento, con una serie di botteghe. Nella corte interna si ammirano ancora i bellissimi decori murali a motivi geometrici quattrocenteschi e le modifiche cinquecentesche, realizzati per trasformare la fortezza in residenza nobiliare di prestigio.